# Краят на ш****ия свят
„Краят на ш****ия свят“ (на английски: The End of the F***ing World) е британски сериал, създаден по едноименния роман на Чарлз Форсман. Премиерата на първия епизод е на Channel 4 в Обединеното кралство на 24 октомври 2017, след което всички следващи епизоди се излъчват по All 4. В копродукция с Нетфликс, които го пускат международно на 5 януари 2018. Сериалът следва Джеймс (Алекс Лотър), 17-годишно момче, което смята, че е психопат, и Алиса (Джесика Бардън), бунтарка, която вижда в Джеймс възможност да избяга от бурния си домашен живот.
Сериалът е базиран на мини-комиксите на Форсман The End of the Fucking World, които са събрани в книга през 2013. Създателят Джонатън Ентуистъл се свързва с него във връзка със снимането на филм.
Сериалът е посрещнат с признание от критиците и е номиниран за награда БАФТА за най-добър драматичен сериал през 2018.

## Сюжет
Джеймс е 17-годишно момче, което смята, че е психопат. Хобито му е да убива животни, но тази практика му доскучава. Решава, че иска да се опита да убие човешко същество. Спира се на Алиса, отворено, бунтарно момиче със собствени проблеми. Тя му предлага да избягат някъде заедно, надявайки се да се отдалечи от бурното си семейство, а Джеймс се съгласява с намерението да намери възможност да я убие. Те тръгват на пътешествие из Англия и започват да развиват взаимоотношения след серия от неприятности.

## Актьори и герои

### Главни
- Алекс Лотър в ролята на Джеймс
- Джесика Бардън в ролята на Алиса
- Джема Уилан в ролята на Юнис Нун
- Уунми Мосаку в ролята на Тери Дарего
- Стийв Орам в ролята на Фил, бащата на Джеймс
- Кристин Ботъмли в ролята на Гуен, майката на Алиса
- Навин Чоудри в ролята на Тони, доведеният баща на Алиса
- Бари Уорд в ролята на Лесли Фоли, биологичният баща на Алиса